# Jørgen Østergaard
Jørgen Østergaard (født 29. juli 1944 i Sindal) er ingeniør og tidligere rektor ved Aalborg Universitet. 
Jørgen Østergaard blev født i Sindal i 1944. I 1963 blev Jørgen Østergaard student ved Hjørring Gymnasium og læste derefter til akademiingeniør i København. Efter uddannelsen arbejdede Jørgen Østergaard først ved Teleteknisk Forskningslaboratorium og senere ved Dansk Ingeniør Akademi. I 1972 fik han job ved Dansk Ingeniør Akademis afdeling i Aalborg, som senere fusionerede med Aalborg Universitet. Fra 1980 til 1989 arbejdede Jørgen Østergaard, som dekan ved det teknisk-naturvidenskabelige fakultet. Efter fire år som docent blev han valgt til prorektor, som han i første omgang var fra 1993 til 2004. Jørgen Østergaard blev i 2004 udnævnt til rektor for Aalborg Universitet og efterfulgte derved den mangeårige tidligere rektor Sven Caspersen, som valgte at fratræde midt i valgperioden for at blive institutionens første bestyrelsesformand. Jørgen Østergaard valgte dog allerede i 2005 cirka et år efter hans indsættelse, at træde tilbage til fordel for Finn Kjærsdam, som efterfulgte Jørgen Østergaard, som rektor for Aalborg Universitet i 2005. Jørgen Østergaard forsatte dog på universitetet efter hans korte regeringstid, som rektor i hans tidligere stilling, som prorektor ved Aalborg Universitet. Senere blev Jørgen Østergaard chefrådgiver med ansvar for bl.a. universitetets fysiske udbygning. 